# البيئي الصغير (مجلة)
مجلة البيئي الصغير هي مجلة إماراتية شهرية تُعنى بالثقافة البيئية للصغار، يحرر موضوعاتها الأطفال بأنفسهم، صاحبة الفكرة ومؤسستها مهندسة منال عليوة رئيسة قسم حماية البيئة في بلدية أبوظبي وتخطيط المدن ١٩٩٤-٢٠٠٣. تم إصدار المجلة من مركز رقابة الأغذية والبيئة التابع لدائرة بلدية أبوظبي وتخطيط المدن العدد الأول فبراير ٢٠٠١ برعاية شركة شل أبوظبي. تكونت الهيئة الاستشارية لمجلة البيئي الصغير من دكتور / محمد الدفراوي رئيس مجلس إدارة شركة شل أبوظبي وراعي المجلة، دكتور / أمين يوسف مدير مركر رقابة الأغذية والبيئة التابع لدائرة بلدية أبوظبي وتخطيط المدن، المهندسة /منال عليوة صاحبة الفكرة مؤسسة مجلة البيئي الصغير The Young Environmentalist  ورئيسة تحرير المجلة، والسكرتير الفني الأستاذة / سهير كامل. يشارك في تحرير مجلة البيئي الصغير أطفال من مدارس مدينة أبوظبي ومدارس كافة الإمارات الحكومية والخاصة. تضمن كل عدد مقدمة باسم كلمة العدد كتبها خالد عبد رب عساف مدير مدرسة العين النموذجية، في العدد المبين على اليسار، حجم المجلة صغير لا يتعدى 14,5 × 20 سم، وأبواب المجلة الثابتة تضمنت كلمة العدد، ،نادي أصدقاء مجلة البيئي الصغير، معلومات بيئية محلية عن الإمارات، وعربية وإقليمية ودولية مكتوبة ومحررة بقلم الأطفال، حيث تعتمد المجلة على نشر رسوم الأطفال الخاصة بالبيئة من كل أنحاء العالم العربي، وكافة المساهمات يجمعها الأطفال بأنفسهم وتقوم صاحبة الفكرة ومؤسسة ورئيس تحرير مجلة البيئي الصغير المهندسة منال عليوة بمراجعتها علميا وفنيا ولغويا قبل نشرها في أعداد المجلة، وفي كل عدد هناك كتاب ورسامون مختلفون من الأطفال يضم العدد 14 الصادر في سبتمبر 2003م قرابة 50 رسماً للأطفال، ومساهمات مكتوبة بخط يد الأطفال أنفسهم وليس هناك مؤلفون ثابتون، أو رسامون محددون. تتضمن المجلة في كل عدد سؤال بيئي في شكل مسابقة في كل عدد يتم توزيع ١٠ جوائز على الفائزين في كل إصدار شهري، وتنشر المجلة عدداً من الصور للأطفال من كافة الدول العربية، كما تنشر متابعات لأنشطة طلابية بالبيئة، وتنشر إعلان واحد في الغلاف الخارجي الأخير من شركة شل عن موضوع من موضعات التلوث البيئي، أما الغلاف الأمامي لمجلة البيئي الصغير فهو من تصميم مساهمات الأطفال، المجلة لا تباع ولكنها توزع مجانا على الأطفال في المدارس العربية والأجنبية الحكومية والخاصة داخل وخارج دولة الإمارات العربية المتحدة.